# Birmingham Hammers
El Brimingham Hammers fue un equipo de fútbol de los Estados Unidos que jugó en la Premier Development League, la tercera división de fútbol en el país.

## Historia
Fue fundado el 10 de julio de 2013 en la ciudad de Brimingham, Alabama por Morgan Copes y John Killian, dos residentes de la ciudad luego de que se graduaran de la universidad con el fin de promover el fútbol en la ciudad, aunque en sus primeros años se limitaron a jugar partidos amistosos.
Fue hasta la temporada 2016 que jugaron por primera vez en una liga, y fue como uno de los equipos de expansión de la National Premier Soccer League, la quinta división de Estados Unidos, liga en la que permanecieron por dos temporadas y que en ninguna pudieron avanzar a los playoffs.
En la temporada 2018 se unen a la Premier Development League como uno de los equipos de expansión de la liga, en la que juega solo una temporada ya que el club desaparece a finales de 2018 para dar paso al Birmingham Legion FC de la USL Championship.

## Temporadas en la NPSL
| Año  | Conferencia                                    | Pos. | J  | G | P | E | GF | GC | GD  | Pts. |
| ---- | ---------------------------------------------- | ---- | -- | - | - | - | -- | -- | --- | ---- |
| 2016 | Southeast Conference                           | 6    | 10 | 2 | 7 | 1 | 10 | 19 | −9  | 7    |
| 2017 | Southeast Conference - Southeast West Division | 5    | 12 | 1 | 9 | 2 | 11 | 34 | −23 | 5    |